# Gnoma suturifera
Gnoma suturifera är en skalbaggsart som beskrevs av Schwarzer 1929. Gnoma suturifera ingår i släktet Gnoma och familjen långhorningar.
Artens utbredningsområde är Filippinerna. Inga underarter finns listade i Catalogue of Life.